# Хорст Бинек (награда за поезия)
Международната литературна награда за поезия „Хорст Бинек“ (на немски: Horst-Bienek-Preis für Lyrik) е учредена през 1991 г. от Баварската академия за изящни изкуства. Отличието се присъжда на поет за цялостно творчество. Фондацията Хорст Бинек e създадена от наследството на писателя, което той завещава на академията.
Наградата се присъжда винаги в началото на декември. До 2003 г. е давана ежегодно, а след 2005 г. – на всеки две години.
Голямата награда е в размер на 10 000 €, а поощрителната премия – на 2500 €. (През 2007 г. двете големи награди са в размер на 10 000 €, а поощрителната – на 5000 €.)

## Носители на наградата (подбор)
- Джон Ашбъри (1991)
- Тумас Транстрьомер (1992)
- Валтер Хьолерер (1993)
- Шеймъс Хийни (1994)
- Оскар Пастиор (1997)
- Марсел Байер (1998) (поощрение)
- Вулф Кирстен (1999)
- Филип Жакоте (2000)
- Майкъл Хамбъргър (2001)
- Адам Загаевски (2002)
- Алфред Колерич (2005)
- Фридерике Майрьокер (2010)
- Елизабет Борхерс (2012)
- Сеес Нотебоом (2018)